# José Antonio Sayagués
José Antonio Hernández Sayagués (Salamanca, 31 de julio de 1952) es un actor y director de teatro español.

## Biografía
Su trayectoria artística es muy amplia. Comienza en 1972 como alumno de la Cátedra Juan del Enzina de la Universidad de Salamanca dirigida por el dramaturgo José María Martín Recuerda. Compagina sus estudios, con el trabajo en la ciudad y las clases nocturnas. 
En 1975 funda el grupo de teatro Garufa, que años más tarde convertido en Compañía, perviviendo durante treinta años. En todo este tiempo Sayagués ha dirigido e interpretado más de 25 montajes que ha paseado por Salamanca, Castilla y León y otras muchas ciudades españolas.
Entre sus maestros podemos citar nombres tan conocidos como Adolfo Marsillach, José Gabriel Antuñano, Helena Pimenta, el director polaco Kristyan Lupa, Anatoly Vasiliev, director y fundador de la Escuela de Arte dramático de Moscú, el actor y director polaco Jaroslaw Bielski, José Carlos Plaza, José Sanchis Sinisterra, Jesús Cracio, Juan Antonio Hormigón, Carlos Vides, Luis de Tavira y el director de escena estonio, Lembit Peterson.
Sus primeras intervenciones en el cine fueron posibles gracias al director salmantino Chema de la Peña, trabajando después con Pilar Miró, Eduardo Casanova, y Alberto Bodega, entre otros.
El reconocimiento entre el público nacional le llegó con el personaje de Pelayo Gómez en la serie Amar en tiempos revueltos, con el que continúa actualmente en la secuela Amar es para siempre. 
También ha publicado un libro titulado Los dichos de Pelayo, cuyo título hace referencia a dichos populares o de la infancia del actor además de palabras (como "Mamerto", que le dice a Marcelino Gómez), además de imágenes con los actores de Amar es para siempre. Este libro es una recopilación de frases y palabras dichas en el "Bar el Asturiano".

## Filmografía

### Televisión

#### Series
| Año         | Título                    | Personaje           | Cadena    | Notas                                                |
| ----------- | ------------------------- | ------------------- | --------- | ---------------------------------------------------- |
| 2001        | El secreto                |                     | La 1      |                                                      |
| 2004        | La sopa boba              | Hombre 1            | Antena 3  | 1 episodio                                           |
| 2005        | Aquí no hay quien viva    |                     | Antena 3  | 1 episodio                                           |
| 2005 - 2012 | Amar en tiempos revueltos | Pelayo Gómez Toledo | La 1      | 1.707 episodios                                      |
| 2006        | El comisario              | Osorio              | Telecinco | 1 episodio                                           |
| 2010        | Estudio 1                 | Lucendo             | La 1      | 1 episodio                                           |
| 2012        | Stamos okupa2             | Pelayo Gómez Toledo | La 1      | 1 episodio. Crossover con Amar en tiempos revueltos. |
| 2013 - 2024 | Amar es para siempre      | Pelayo Gómez Toledo | Antena 3  | 2.829 episodios                                      |

#### Tv Movies
- 20-N: Los últimos días de Franco, como el Arzobispo de Zaragoza. TV movie (2008)
- Especial Amar en tiempos revueltos: ¿Quién mató a Hipólito Roldán?, como Pelayo Gómez Toledo (2009)
- Especial Amar en tiempos revueltos: La muerte a escena, como Pelayo Gómez Toledo (2011)
- Se7en, como Lionel Logue. TV movie (2011)

### Largometrajes
- Tu nombre envenena mis sueños, como el mayordomo. Dir. Pilar Miró (1996)
- Shacky Carmine, reparto. Dir. Chema de la Peña (1999)

### Cortometrajes
- Lourdes de segunda mano, como Alcaide. Dir. Chema de la Peña (1995)

### Teatro
- La Regenta
- El estado de sitio. De Albert Camus
- La rosa de papel. De Ramón del Valle-Inclán
- Los hijos de Saturno. De Fernando Marín Iniesta
- Dos pisadas en el tiempo. De Fernando Marín Iniesta
- Irene y el Domador de Estatuas. De Fernando Marín Iniesta
- Señor Quijote mío. De Gilberto Guerrero
- Los encantos de la culpa. De Calderón de la Barca
- El estudiante de Salamanca. De Espronceda
- Los mozos de Monleón, adaptación de un romance anónimo
- La Virgen de la Peña. De Tirso de Molina
- Soñar Gabriel y Galán. De Daniel Pérez
- Cátaro Colón. De Enrique Miralles
- Soñando Cervantes. De José Fernando Delgado IV Centenario de la Muerte de Miguel de Cervantes.

### Libros
- Los dichos de Pelayo (2014)